# Discografia de Kelly Clarkson
A discografia de Kelly Clarkson, uma cantora norte-americana, consiste em oito álbuns de estúdio, um de grandes êxitos, dois de vídeo e outros dois extended play. Lançou trinta e cinco singles (incluindo três promocionais e quatro como artista convidada), vinte e sete vídeos musicais e os seus temas vigoraram em bandas sonoras de filmes e séries de televisão. As suas vendas discográficas são avaliadas em mais de 25 milhões de registos vendidos mundialmente. A sua carreira musical começou após vencer a primeira temporada do programa American Idol a 4 de Setembro de 2002. Clarkson acabou por assinar um contrato de um milhão de dólares com a editora discográfica RCA Records, como prémio por ter vencido a competição televisiva. Dias depois, "A Moment Like This", canção que a artista tinha cantado na final do concurso, acabou por ser lançada como single de estreia e marcou a sua entrada nas tabelas musicais. Nos Estados Unidos, a obra alcançou a primeira posição da Billboard Hot 100. Em 2003, a cantora editou o seu primeiro álbum de estúdio, Thankful que estreou na liderança da Billboard 200 e acabou por ser certificada com dupla platina pela Recording Industry Association of America (RIAA) devido às duas milhões de unidades distribuídas pelo país. Um ano depois, o sucessor Breakaway tornou-se o disco com melhor sucessão comercial da carreira de Kelly, recebendo seis platinas pela RIAA e mais de doze milhões de cópias vendidas mundialmente.
Em 2005, o contrato de Clarkson foi aumentado para seis projetos. Decorrendo o ano de 2007, foi lançado My December que provocou um conflito interno com a RCA, contudo foi rapidamente resolvido durante esse mesmo ano. Mesmo recebendo certificação de platina, o disco falhou obter o mesmo número de vendas que os seus antecessores devido à fraca publicidade e natureza pouco comercial. "My Life Would Suck Without You" serviu como faixa de trabalho de avanço para o quarto disco de originais de Kelly, All I Ever Wanted. A canção acabou por quebrar o recorde de subir da 97.ª posição até ao topo da Hot 100, entrando em conformidade com o álbum que estreou na liderança da Billboard 200 em 2009. "I Do Not Hook Up", "Already Gone", "All I Ever Wanted" e "Cry" foram outras músicas que serviram de promoção ao trabalho, contudo os seus desempenhos nas tabelas musicais foram inferiores ao do primeiro single.
Stronger foi editado a 21 de Outubro de 2011, debutando na segunda posição da 200 dos Estados Unidos. "Mr. Know It All" iniciou a divulgação do projeto, recebendo três platinas pela Australian Recording Industry Association (ARIA) por consequentemente ter chegado ao topo da ARIA Singles Chart. Contudo, foi o seu sucessor "Stronger (What Doesn't Kill You)" que liderou na Hot 100 e tornou-se no tema mais vendido digitalmente por um participante do American Idol, com mais de 3 milhões e 510 mil descargas digitais nos Estados Unidos. Sucedeu-se o terceiro lançamento a Junho de 2012, "Dark Side". Em 2012, o single "Catch My Breath" antecedeu o lançamento do primeiro disco de grandes êxitos intitulado Greatest Hits – Chapter One. A compilação contou ainda com mais dois temas inéditos, lançados igualmente para a promover: "Don't Rush" e "People Like Us". Greatest Hits - Chapter One foi finalmente certificado pela RIAA e foi sucedido pelo lançamento de seu sexto álbum de estúdio e primeiro álbum de Natal, Wrapped in Red, em outubro de 2013. O álbum natalino foi acompanhado por seus singles "Underneath the Tree" e "Wrapped in Red". O álbum foi rapidamente certificado como platina pela RIAA. Clarkson lançou seu sétimo álbum de estúdio, Piece by Piece em 2015, que gerou os singles "Heartbeat Song", "Invincible" e "Piece by Piece". Ela lançou seu oitavo álbum de estúdio, Meaning of Life, em outubro de 2017. O álbum incluiu os singles "Love So Soft"/"Move You" e "I Don't Think About You". Clarkson vendeu mais de 37 milhões de álbuns e 90 milhões de singles em todo o mundo, incluindo 15 milhões de álbuns e 36 milhões de singles digitais apenas nos Estados Unidos.
Ao longo da sua carreira, Kelly participou em duas canções como artista convidada; Reba McEntire fez a sua própria versão de "Because of You" de Clarkson e lançou-a como um dueto. O cantor de country Jason Aldean convidou-a a participar em "Don't You Wanna Stay", que também foi incluída no alinhamento da edição deluxe de Stronger.

## Álbuns

### Álbuns de estúdio
| Título | Melhor posição nas tabelas musicais | Melhor posição nas tabelas musicais | Melhor posição nas tabelas musicais | Melhor posição nas tabelas musicais | Melhor posição nas tabelas musicais | Melhor posição nas tabelas musicais | Melhor posição nas tabelas musicais | Melhor posição nas tabelas musicais | Melhor posição nas tabelas musicais | Melhor posição nas tabelas musicais | Vendas                 | Certificações      |
| Título | ALE                                 | AUS                                 | AUT                                 | CAN                                 | EUA                                 | IRL                                 | PB                                  | NZ                                  | RU                                  | SUI                                 | Vendas                 | Certificações      |
| --- | ----------------------------------- | ----------------------------------- | ----------------------------------- | ----------------------------------- | ----------------------------------- | ----------------------------------- | ----------------------------------- | ----------------------------------- | ----------------------------------- | ----------------------------------- | ---------------------- | ------------------ |
| Thankful - Lançamento: 15 de Abril de 2003 - Editora discográfica: RCA, 19, S - Formato(s): CD, cassete, descarga digital               | —                                   | 33                                  | —                                   | 5                                   | 1                                   | 46                                  | 83                                  | —                                   | 41                                  | —                                   | - : 4.5 milhões        | - RIAA: 2× Platina |
| Breakaway - Lançamento: 30 de Novembro de 2004 - Editora discográfica: RCA, 19, S - Formato(s): CD, CD+DVD, cassete, descarga digital   | 4                                   | 2                                   | 3                                   | 6                                   | 3                                   | 1                                   | 1                                   | 5                                   | 3                                   | 2                                   | - : 12 milhões         | - BPI: 5× Platina  |
| My December - Lançamento: 22 de Junho de 2007 - Editora discográfica: RCA, 19, S - Formato(s): CD, descarga digital                     | 5                                   | 4                                   | 8                                   | 2                                   | 2                                   | 2                                   | 7                                   | 8                                   | 2                                   | 5                                   | - : 3 milhões          | - IRMA: Ouro       |
| All I Ever Wanted - Lançamento: 10 de Março de 2009 - Editora discográfica: RCA, 19, S - Formato(s): CD, CD+DVD, descarga digital       | 4                                   | 2                                   | 4                                   | 2                                   | 1                                   | 4                                   | 6                                   | 6                                   | 3                                   | 7                                   | - : 5 milhões          | - BPI: Ouro        |
| Stronger - Lançamento: 21 de Outubro de 2011 - Editora discográfica: RCA, 19 - Formato(s): CD, descarga digital                         | 14                                  | 3                                   | 20                                  | 4                                   | 2                                   | 8                                   | 16                                  | 6                                   | 5                                   | 12                                  | - : 6 milhões          | - RMNZ: Ouro       |
| Piece by Piece - Lançamento: 27 de Fevereiro de 2015 - Editora discográfica: RCA, 19 - Formato(s): CD, descarga digital, caixa especial | 30                                  | 5                                   | 27                                  | 4                                   | 1                                   | 8                                   | 18                                  | 12                                  | 6                                   | 29                                  | - : 1 milhão           | - BPI: Prata       |
| Meaning of Life - Lançamento: 27 de Outubro de 2017 - Editora discográfica: Atlantic - Formato(s): CD, descarga digital, vinil          | 32                                  | 6                                   | 27                                  | 4                                   | 2                                   | 18                                  | 35                                  | 21                                  | 11                                  | 19                                  | - : 500 mil - : 50,000 | - RIAA: Ouro       |
| Chemistry - Lançamento: 23 de Junho de 2023 - Editora discográfica: Atlantic - Formato(s): CD, descarga digital, vinil                  | 81                                  | 31                                  | —                                   | 15                                  | 6                                   | —                                   | —                                   | —                                   | 34                                  | 36                                  | - : 100 mil            |                    |
| "—" denota um título que não tenha entrado na tabela musical do respectivo país.                                                        |                                     |                                     |                                     |                                     |                                     |                                     |                                     |                                     |                                     |                                     |                        |                    |

### Álbuns Natalinos
| Título | Melhor posição nas tabelas musicais | Melhor posição nas tabelas musicais | Melhor posição nas tabelas musicais | Melhor posição nas tabelas musicais | Melhor posição nas tabelas musicais | Melhor posição nas tabelas musicais | Vendas          | Certificações   |
| Título | AUS                                 | CAN                                 | EUA                                 | IRL                                 | RU                                  | SUI                                 | Vendas          | Certificações   |
| --- | ----------------------------------- | ----------------------------------- | ----------------------------------- | ----------------------------------- | ----------------------------------- | ----------------------------------- | --------------- | --------------- |
| Wrapped in Red - Lançamento: 25 de Outubro de 2013 - Editora discográfica: RCA - Formato(s): CD, descarga digital, vinil                      | 29                                  | 4                                   | 3                                   | 64                                  | 65                                  | 97                                  | - : 2.5 milhões | - RIAA: Platina |
| When Christmas Comes Around... - Lançamento: 15 de Outubro de 2021 - Editora discográfica: Atlantic - Formato(s): CD, descarga digital, vinil | —                                   | 31                                  | 22                                  | —                                   | 94                                  | 56                                  | - : 250 mil     |                 |

### Álbuns de compilação
| Título | Melhor posição nas tabelas musicais | Melhor posição nas tabelas musicais | Melhor posição nas tabelas musicais | Melhor posição nas tabelas musicais | Melhor posição nas tabelas musicais | Melhor posição nas tabelas musicais | Vendas        | Certificações  |
| Título | AUS                                 | CAN                                 | ESP                                 | EUA                                 | IRL                                 | SUI                                 | Vendas        | Certificações  |
| --- | ----------------------------------- | ----------------------------------- | ----------------------------------- | ----------------------------------- | ----------------------------------- | ----------------------------------- | ------------- | -------------- |
| Greatest Hits – Chapter One - Lançamento: 16 de Novembro de 2012 - Editora discográfica: RCA - Formato(s): CD, descarga digital, CD+DVD | 20                                  | 15                                  | 77                                  | 11                                  | 21                                  | 92                                  | - : 2 milhões | - BPI: Platina |

### Álbuns de vídeo
| Título            | Detalhes do álbum                                                                           | Certificações |
| ----------------- | ------------------------------------------------------------------------------------------- | ------------- |
| Miss Independent  | - Lançamento: 18 de Novembro de 2003 - Editora discográfica: RCA, 19, S - Formato(s): DVD   | - RIAA: Ouro  |
| Behind Hazel Eyes | - Lançamento: 29 de Março de 2005 - Editora discográfica: StudioWorks, 19 - Formato(s): DVD |               |

### EP
| The Smoakstack Sessions                                                         | - Lançamento: 24 de outubro de 2011 - Editora discográfica: RCA, 19 - Formato(s): CD                | —  |
| iTunes Session                                                                  | - Lançamento: 23 de dezembro de 2011 - Editora discográfica: RCA, 19 - Formato(s): Descarga digital | 85 |
| The Smoakstack Sessions - Vol. 2                                                | - Lançamento: 2012 - Editora discográfica: RCA - Formato(s): CD                                     | —  |
| Kelly Clarkson Live                                                             | - Lançamento: 9 de dezembro de 2016 - Editora discográfica: Atlantic - Formato(s): Descarga digital | —  |
| "—" denota um título que não tenha entrado na tabela musical do respetivo país. | |    |

## Singles

### Como artista principal
| Ano                                                                              | Título                                         | Melhor posição nas tabelas musicais | Melhor posição nas tabelas musicais | Melhor posição nas tabelas musicais | Melhor posição nas tabelas musicais | Melhor posição nas tabelas musicais | Melhor posição nas tabelas musicais | Melhor posição nas tabelas musicais | Melhor posição nas tabelas musicais | Melhor posição nas tabelas musicais | Melhor posição nas tabelas musicais | Certificações                                                      | Álbum                          |
| Ano                                                                              | Título                                         | ALE                                 | AUS                                 | AUT                                 | CAN                                 | EUA                                 | IRL                                 | NZ                                  | PB                                  | RU                                  | SUI                                 | Certificações                                                      | Álbum                          |
| -------------------------------------------------------------------------------- | ---------------------------------------------- | ----------------------------------- | ----------------------------------- | ----------------------------------- | ----------------------------------- | ----------------------------------- | ----------------------------------- | ----------------------------------- | ----------------------------------- | ----------------------------------- | ----------------------------------- | ------------------------------------------------------------------ | ------------------------------ |
| 2002                                                                             | "Before Your Love"/"A Moment Like This"        | —                                   | —                                   | —                                   | 1                                   | 1                                   | —                                   | —                                   | —                                   | —                                   | —                                   | - RIAA: Platina                                                    | —                              |
| 2003                                                                             | "Miss Independent"                             | 52                                  | 3                                   | 39                                  | 6                                   | 9                                   | 11                                  | —                                   | 9                                   | 6                                   | 44                                  | - RIAA: Ouro                                                       | Thankful                       |
| 2003                                                                             | "Low"                                          | —                                   | 11                                  | —                                   | 2                                   | 58                                  | —                                   | —                                   | —                                   | 35                                  | —                                   | - ARIA: Ouro                                                       | Thankful                       |
| 2003                                                                             | "The Trouble with Love Is"[A]                  | 42                                  | 11                                  | —                                   | 25                                  | —                                   | —                                   | —                                   | 32                                  | 35                                  | 62                                  | - ARIA: Ouro                                                       | Thankful                       |
| 2004                                                                             | "Breakaway"                                    | 13                                  | 10                                  | 8                                   | 3                                   | 6                                   | 12                                  | 12                                  | 9                                   | 22                                  | 14                                  | - RIAA: Ouro                                                       | Breakaway                      |
| 2004                                                                             | "Since U Been Gone"                            | 6                                   | 3                                   | 3                                   | 1                                   | 2                                   | 4                                   | 11                                  | 4                                   | 5                                   | 7                                   | - RIAA: Platina                                                    | Breakaway                      |
| 2005                                                                             | "Behind These Hazel Eyes"                      | 16                                  | 6                                   | 9                                   | 4                                   | 6                                   | 4                                   | 7                                   | 7                                   | 9                                   | 20                                  | - RIAA: Platina                                                    | Breakaway                      |
| 2005                                                                             | "Because of You"                               | 4                                   | 4                                   | 3                                   | 2                                   | 7                                   | 5                                   | 19                                  | 1                                   | 7                                   | 1                                   | - RIAA: Platina                                                    | Breakaway                      |
| 2006                                                                             | "Walk Away"                                    | 30                                  | 27                                  | 29                                  | 4                                   | 12                                  | 10                                  | 19                                  | —                                   | 21                                  | 58                                  | - RIAA: Ouro                                                       | Breakaway                      |
| 2007                                                                             | "Never Again"                                  | 19                                  | 5                                   | 36                                  | 8                                   | 8                                   | 11                                  | 20                                  | 23                                  | 9                                   | 27                                  | - RIAA: Ouro                                                       | My December                    |
| 2007                                                                             | "Sober"[B]                                     | —                                   | —                                   | —                                   | —                                   | —                                   | —                                   | —                                   | —                                   | —                                   | —                                   |                                                                    | My December                    |
| 2007                                                                             | "One Minute"                                   | —                                   | 36                                  | —                                   | —                                   | —                                   | —                                   | —                                   | —                                   | —                                   | —                                   |                                                                    | My December                    |
| 2007                                                                             | "Don't Waste Your Time"                        | 93                                  | —                                   | —                                   | —                                   | —                                   | —                                   | —                                   | —                                   | —                                   | —                                   |                                                                    | My December                    |
| 2009                                                                             | "My Life Would Suck Without You"               | 6                                   | 5                                   | 6                                   | 1                                   | 1                                   | 4                                   | 11                                  | 3                                   | 1                                   | 5                                   | - BPI: Prata                                                       | All I Ever Wanted              |
| 2009                                                                             | "I Do Not Hook Up"                             | 55                                  | 9                                   | 68                                  | 13                                  | 20                                  | 30                                  | 31                                  | 19                                  | 36                                  | —                                   | - MC: Ouro                                                         | All I Ever Wanted              |
| 2009                                                                             | "Already Gone"                                 | 23                                  | 12                                  | 37                                  | 15                                  | 13                                  | —                                   | 23                                  | —                                   | 66                                  | 15                                  | - MC: Ouro                                                         | All I Ever Wanted              |
| 2010                                                                             | "All I Ever Wanted"                            | —                                   | —                                   | —                                   | —                                   | 96                                  | —                                   | —                                   | —                                   | —                                   | —                                   |                                                                    | All I Ever Wanted              |
| 2010                                                                             | "Cry"                                          | —                                   | —                                   | —                                   | —                                   | —                                   | —                                   | —                                   | —                                   | —                                   | —                                   |                                                                    | All I Ever Wanted              |
| 2011                                                                             | "Mr. Know It All"                              | 18                                  | 1                                   | 26                                  | 11                                  | 10                                  | 14                                  | 8                                   | 49                                  | 4                                   | 22                                  | - RIANZ: Platina                                                   | Stronger                       |
| 2012                                                                             | "Stronger (What Doesn't Kill You)"             | 27                                  | 18                                  | 6                                   | 3                                   | 1                                   | 4                                   | 4                                   | 49                                  | 8                                   | 18                                  | - RIANZ: Platina                                                   | Stronger                       |
| 2012                                                                             | "Dark Side"                                    | 82                                  | 56                                  | —                                   | 26                                  | 42                                  | 42                                  | —                                   | 59                                  | 40                                  | —                                   |                                                                    | Stronger                       |
| 2012                                                                             | "Catch My Breath"                              | 89                                  | 40                                  | 67                                  | 22                                  | 19                                  | 88                                  | —                                   | 60                                  | 51                                  | —                                   |                                                                    | Greatest Hits: Chapter One     |
| 2012                                                                             | "Don't Rush" (com Vince Gill)                  | —                                   | —                                   | —                                   | 53                                  | 87                                  | —                                   | —                                   | —                                   | —                                   | —                                   |                                                                    | Greatest Hits: Chapter One     |
| 2013                                                                             | "People Like Us"                               | —                                   | 46                                  | —                                   | 28                                  | 65                                  | —                                   | 25                                  | —                                   | 188                                 | —                                   |                                                                    | Greatest Hits: Chapter One     |
| 2013                                                                             | "Tie It Up"                                    | —                                   | —                                   | —                                   | 79                                  | —                                   | —                                   | —                                   | —                                   | —                                   | —                                   |                                                                    | —                              |
| 2013                                                                             | "Underneath the Tree"                          | 7                                   | 9                                   | 8                                   | 7                                   | 11                                  | 15                                  | 11                                  | 8                                   | 12                                  | 10                                  | - ARIA: Platina - BPI: 2× Platina - BVMI: Platina - RIANZ: Platina | Wrapped in Red                 |
| 2014                                                                             | "Wrapped in Red"                               | —                                   | —                                   | —                                   | —                                   | —                                   | —                                   | —                                   | —                                   | —                                   | —                                   |                                                                    | Wrapped in Red                 |
| 2015                                                                             | "Heartbeat Song"                               | 16                                  | 29                                  | 8                                   | 23                                  | 21                                  | 23                                  | 21                                  | 3                                   | 7                                   | 24                                  | - ARIA: Ouro                                                       | Piece by Piece                 |
| 2015                                                                             | "Invincible"                                   | —                                   | —                                   | —                                   | —                                   | —                                   | —                                   | —                                   | —                                   | 141                                 | —                                   |                                                                    | Piece by Piece                 |
| 2015                                                                             | "Piece by Piece"                               | 8                                   | 24                                  | —                                   | 17                                  | 8                                   | —                                   | —                                   | 16                                  | 27                                  | —                                   | - BPI: Prata                                                       | Piece by Piece                 |
| 2017                                                                             | "Love So Soft"                                 | —                                   | 88                                  | —                                   | 73                                  | 47                                  | —                                   | —                                   | —                                   | 81                                  | —                                   | - RIAA: Platina - MC: Ouro                                         | Meaning of Life                |
| 2017                                                                             | "Christmas Eve"                                | 64                                  | —                                   | 72                                  | —                                   | —                                   | —                                   | —                                   | —                                   | —                                   | —                                   |                                                                    | —                              |
| 2018                                                                             | "I Don't Think About You"                      | —                                   | —                                   | —                                   | —                                   | —                                   | —                                   | —                                   | —                                   | —                                   | —                                   |                                                                    | Meaning of Life                |
| 2019                                                                             | "Broken & Beautiful"                           | —                                   | —                                   | —                                   | —                                   | —                                   | —                                   | —                                   | —                                   | —                                   | —                                   | - RIAA: Ouro                                                       | UglyDolls                      |
| 2020                                                                             | "I Dare You"                                   | —                                   | —                                   | —                                   | 89                                  | 86                                  | —                                   | —                                   | —                                   | —                                   | —                                   |                                                                    | —                              |
| 2020                                                                             | "Under the Mistletoe" (com Brett Eldredge)     | —                                   | —                                   | —                                   | 68                                  | 59                                  | —                                   | —                                   | —                                   | —                                   | 61                                  |                                                                    | —                              |
| 2021                                                                             | "Christmas Isn't Canceled (Just You)"          | —                                   | —                                   | —                                   | —                                   | 79                                  | —                                   | —                                   | —                                   | —                                   | —                                   |                                                                    | When Christmas Comes Around... |
| 2022                                                                             | "Santa, Can't You Hear Me" (com Ariana Grande) | 30                                  | 38                                  | 32                                  | 71                                  | 76                                  | 13                                  | 37                                  | 50                                  | 23                                  | 26                                  | - BPI: Prata                                                       | When Christmas Comes Around... |
| 2023                                                                             | "Mine"                                         | —                                   | —                                   | —                                   | —                                   | —                                   | —                                   | —                                   | —                                   | —                                   | —                                   |                                                                    | Chemistry                      |
| 2023                                                                             | "Me"                                           | —                                   | —                                   | —                                   | —                                   | —                                   | —                                   | —                                   | —                                   | —                                   | —                                   |                                                                    | Chemistry                      |
| "—" denota um título que não tenha entrado na tabela musical do respectivo país. |                                                |                                     |                                     |                                     |                                     |                                     |                                     |                                     |                                     |                                     |                                     |                                                                    |                                |

### Como artista convidada
| Ano  | Título                                                                | Melhor posição nas tabelas musicais | Melhor posição nas tabelas musicais | Certificações      | Álbum                       |
| Ano  | Título                                                                | CAN                                 | EUA                                 | Certificações      | Álbum                       |
| ---- | --------------------------------------------------------------------- | ----------------------------------- | ----------------------------------- | ------------------ | --------------------------- |
| 2007 | "Because of You" (Reba McEntire & Kelly Clarkson)                     | 36                                  | 50                                  |                    | Reba: Duets                 |
| 2010 | "Don't You Wanna Stay" (Jason Aldean com Kelly Clarkson)              | 35                                  | 31                                  | - RIAA: 2× Platina | My Kinda Party / Stronger   |
| 2014 | "PrizeFighter" (Trisha Yearwood com a participação de Kelly Clarkson) | —                                   | —                                   |                    | PrizeFighter: Hit After Hit |
| 2015 | Second Hand Heart (Ben Haenow feat. Kelly Clarkson)                   | —                                   | —                                   |                    | Ben Haenow                  |

### Promocionais
| 2007                                                                             | "Up to the Mountain" (Jeff Beck com Kelly Clarkson) | 56 | Idol Gives Back |
| 2011                                                                             | "I'll Be Home for Christmas"                        | 93 | iTunes Session  |
| 2012                                                                             | "Get Up (A Cowboys Anthem)"                         | —  | —               |
| "—" denota um título que não tenha entrado na tabela musical do respectivo país. |                                                     |    |                 |

### Outras canções
| 2006                                                                             | "Gone"[C]                  | —  | —   | Breakaway         |
| 2009                                                                             | "If I Can't Have You"[D]   | —  | —   | All I Ever Wanted |
| 2011                                                                             | "Beautiful Disaster"       | —  | 124 | Thankful          |
| 2011                                                                             | "Honestly"                 | 51 | —   | Stronger          |
| 2011                                                                             | "You Love Me"              | 46 | —   | Stronger          |
| 2011                                                                             | "Einstein"                 | 53 | —   | Stronger          |
| 2011                                                                             | "Standing in Front of You" | 50 | —   | Stronger          |
| 2011                                                                             | "I Forgive You"            | 1  | —   | Stronger          |
| 2011                                                                             | "Hello"                    | 47 | —   | Stronger          |
| 2011                                                                             | "The War Is Over"          | 65 | —   | Stronger          |
| 2011                                                                             | "Let Me Down"              | 61 | —   | Stronger          |
| 2011                                                                             | "You Can't Win"            | 63 | —   | Stronger          |
| 2011                                                                             | "Breaking Your Own Heart"  | 49 | —   | Stronger          |
| "—" denota um título que não tenha entrado na tabela musical do respectivo país. |                            |    |     |                   |

## Lados B
| Ano  | Lado B    | Lado A                  |
| ---- | --------- | ----------------------- |
| 2003 | "Respect" | "Miss Independent"      |
| 2007 | "Fading"  | "Don't Waste Your Time" |

## Outras aparências
Nas seguintes canções, a cantora contribui com os seus vocais creditados em álbuns de outros artistas, sem lançamentos por parte da própria.
| Ano  | Título                                                                       | Álbum                                 |
| ---- | ---------------------------------------------------------------------------- | ------------------------------------- |
| 2002 | "(You Make Me Feel Like) A Natural Woman"                                    | American Idol: Greatest Moments       |
| 2003 | "Oh, Holy Night"                                                             | American Idol: Great Holiday Classics |
| 2003 | "My Grown Up Christmas List"                                                 | American Idol: Great Holiday Classics |
| 2003 | "Timeless" (Justin Guarini com a participação de Kelly Clarkson)             | Justin Guarini                        |
| 2003 | "The Trouble With Love Is"                                                   | Love Actually                         |
| 2004 | "Respect"                                                                    | Ella Enchanted                        |
| 2010 | "Trying to Help You Out" (vocal de apoio para Ashley Arrison)                | Hearts on Parade                      |
| 2012 | "There's a New Kid in Town" (vocal de apoio para Ashley Arrison)             | Cheers, It's Christmas                |
| 2013 | "Foolish Games" (Jewel com a participação de Kelly Clarkson)                 | Greatest Hits                         |
| 2013 | "Little Green Apples" (Robbie Williams com a participação de Kelly Clarkson) | Swings Both Ways                      |
| 2014 | "In the Basement" (Martina McBride com a participação de Kelly Clarkson)     | Everlasting                           |
| 2014 | "Pray for Peace" (Reba McEntire com a participação de Kelly Clarkson)        | —                                     |

## Vídeos musicais
| Ano  | Título                                                   | Director             |
| ---- | -------------------------------------------------------- | -------------------- |
| 2002 | "Before Your Love"                                       | Antti Jokinen        |
| 2002 | "A Moment Like This"                                     | Antti Jokinen        |
| 2003 | "Miss Independent"                                       | Liz Friedlander      |
| 2003 | "Low"                                                    | Antti Jokinen        |
| 2003 | "The Trouble with Love Is"                               | Bryan Barber         |
| 2004 | "Breakaway"                                              | Dave Meyers          |
| 2004 | "Since U Been Gone"                                      | Alex De Rakoff       |
| 2005 | "Behind These Hazel Eyes"                                | Joseph Kahn          |
| 2005 | "Because of You"                                         | Vadim Perelman       |
| 2006 | "Walk Away"                                              | Joseph Kahn          |
| 2007 | "Never Again"                                            | Joseph Kahn          |
| 2007 | "Because of You" (Reba McEntire com Kelly Clarkson)      | Roman White          |
| 2007 | "One Minute" (ao vivo)                                   | —                    |
| 2007 | "Don't Waste Your Time"                                  | Roman White          |
| 2009 | "My Life Would Suck Without You"                         | Wayne Isham          |
| 2009 | "I Do Not Hook Up"                                       | Bryan Barber         |
| 2009 | "Already Gone"                                           | Joseph Kahn          |
| 2010 | "Don't You Wanna Stay" (Jason Aldean com Kelly Clarkson) | Paul Miller          |
| 2011 | "Mr. Know It All"                                        | Justin Francis       |
| 2011 | "Stronger (What Doesn't Kill You)"                       | Shane Drake          |
| 2012 | "Dark Side"                                              | Shane Drake          |
| 2012 | "Catch My Breath"                                        | Nadia Marquard Otzen |
| 2013 | "People Like Us"                                         | Chris Marrs Piliero  |
| 2013 | "Tie It Up"                                              | Weiss Eubanks        |
| 2013 | "Underneath the Tree"                                    | Hamish Hamilton      |
| 2014 | "Wrapped in Red"                                         | Weiss Eubanks        |
| 2015 | "Heartbeat Song"                                         | Marc Klasfeld        |
| 2015 | Invincible                                               | Natalie Mroczka      |
| 2015 | Piece by Piece                                           | Alon Isocianu        |